# Lechów (Łódź)
Pour l’article homonyme, voir Lechów (Sainte-Croix).
Lechów est une localité polonaise de la gmina de Czerniewice, située dans le powiat de Tomaszów Mazowiecki en voïvodie de Łódź.